# Cantone di Tulle-Campagne-Sud
Il Cantone di Tulle-Campagne-Sud era una divisione amministrativa dell'arrondissement di Tulle.
A seguito della riforma approvata con decreto del 24 febbraio 2014, che ha avuto attuazione dopo le elezioni dipartimentali del 2015, è stato soppresso.

## Composizione
La città di Tulle ne era il capoluogo, ma non ne fa parte.
Comprendeva i comuni di:
- Les Angles-sur-Corrèze
- Chanac-les-Mines
- Le Chastang
- Cornil
- Gimel-les-Cascades
- Ladignac-sur-Rondelles
- Lagarde-Enval
- Laguenne
- Marc-la-Tour
- Pandrignes
- Saint-Bonnet-Avalouze
- Sainte-Fortunade
- Saint-Martial-de-Gimel
- Saint-Priest-de-Gimel